# Salto Dardanelos e Andorinhas
O complexo Salto Dardanelos e Andorinhas são um conjunto de quedas d'águas localizada no município de Aripuanã, no Mato Grosso. São uma das mais imponentes cataratas brasileiras. Tem cerca de 100 metros de altura e grande volume de água. É formada por várias quedas, em duas cachoeiras principais: a cachoeira das Andorinhas, nome esse devido a grande quantidade de andorinhas nas quedas, e o Salto Dardanelos. Ao lado das quedas, foi construído uma usina hidrelétrica, a UHE Dardanelos, a maior em geração de energia do estado de Mato Grosso. A construção foi alvo de críticas, já que ameaçou a beleza das quedas e do ecossistema ao redor.